# Mefu-jinja

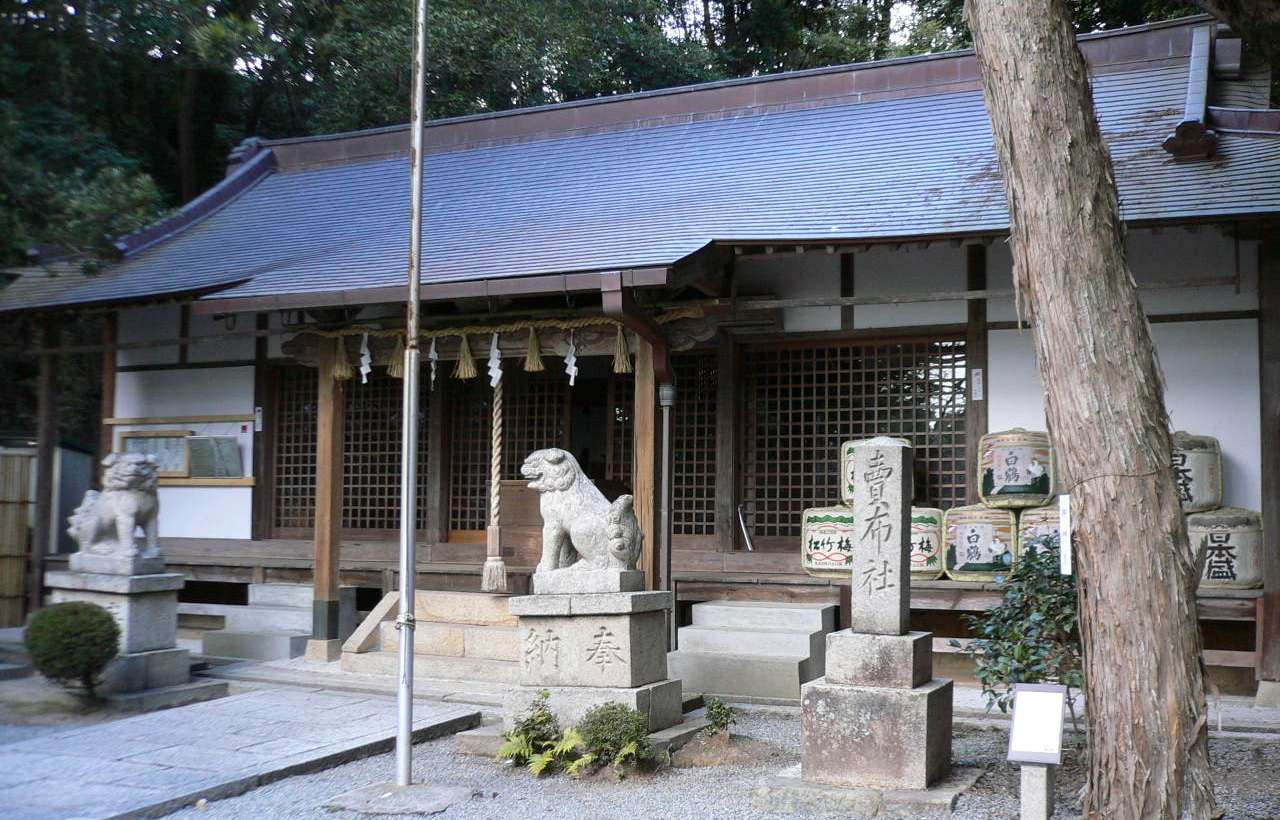
Bâtiment principal du sanctuaire.

Le Mefu-jinja (売布神社) est un sanctuaire shinto situé à Takarazuka, dans la préfecture de Hyōgo, au Japon. 

## Histoire
Selon l'histoire officielle du sanctuaire, il a été fondé en 610 en conformité avec les préceptes énoncés dans le Engishiki, table de lois écrite au VIIIe siècle.
Le sanctuaire était depuis sa création sous la tutelle du clan Mononobe, opposé à la diffusion du bouddhisme au Japon et qui le destinait à la vénération de ses ancêtres.

## Objets de vénération
Le Mefu-jinja est dédié au couple de divinités du shintō : Taka Himeno et Ameno Wakahikono.